# Acid monoprotic
În soluție, un acid poate elibera unul sau mai mulți ioni de hidrogen H+. Acidul monoprotic (sau monobazic) eliberează un singur ion de hidrogen pe moleculă. Se poate spune că pentru fiecare mol de acid, se pune în libertate un mol de ioni de hidrogen.
Exemple din rândul acizilor minerali sunt: acidul clorhidric (HCl), acidul azotic (HNO3) etc.
Dintre compușii organici, termenul desemnează acizii carboxilici care au în molecula lor o singură grupare carboxil, cum ar fi acidul formic (HCOOH), acidul acetic (CH3COOH), acidul benzoic (C6H5COOH) etc.